# Kenleur
Kenleur (« partager le sol, la scène » en breton) est une association culturelle bretonne issue de la fusion de Kendalc'h et War'l Leur le 27 juin 2020. Cette confédération des cercles celtiques regroupe entre 200 et 210 associations. Ses domaines d'action sont la danse, les costumes, et plus largement le patrimoine culturel immatériel de la Bretagne.
Solenn Boënnec et Rozenn Le Roy, les deux anciennes présidentes des deux confédérations, en assurent la coprésidence. Kenleur revendique environ 20-22 000 membres à sa création. Kenleur représente le monde de la danse traditionnelle au Conseil culturel de Bretagne.

## Histoire

### Kendalc'h
Kendalc'h est créé à Quimper le 15 octobre 1950, par l'union de divers mouvements bretons. Polig Monjarret en devient le secrétaire général. Elle est présidée par le résistant Pierre Mocaër jusqu'à sa mort en 1961.
Elle ne prend quelque importance qu'à partir de 1956 du fait de l'appoint de la Jeunesse étudiante bretonne et d'Emgleo Breiz, Fondation Culturelle Bretonne, venues renforcer ses éléments initiaux (le Bleun-Brug, Ar Falz, Bleimor et la Bodadeg ar Sonerion). En 1956, elle édite le journal Breiz et crée en 1957 la Coopérative Breiz, devenue Coop Breizh.

### Scission et création de War'l Leur
War'l Leur a été créée en 1965-1967 à partir d'une scission de Kendalc'h : la Bodadeg ar Sonerion (BAS, assemblée des bagadoù présidée par Polig Monjarret) ayant quitté la fédération Kendalc'h en 1965, certains cercles celtiques les suivirent. Les musiciens ne sachant comment gérer ces groupes de danse, War'l Leur fut créé en 1967 afin de les organiser. Elle fut alors présidée par Paul Morin. La fédération regroupe au départ les cercles de Fouesnant, Blain-Fay, Vannes, Nantes (Tréteau et Terroir), Ancenis, Olivier de Clisson et La Baule (Ar Vro Wenn) auxquels se joignent rapidement ceux d'Elliant, de Lorient (Brizeux), Concarneau (Ar Rouedou Glas), Gourin, Pont-Aven et Pontivy. En 1988, la Fédération War'l Leur prend le statut de confédération donnant naissance à cinq fédérations départementales auxquelles s'ajoute en 1992, la fédération Divroët (cercles émigrés).

### Confédération unique
Le 13 octobre 2019, les deux confédérations réunissent à Pontivy 200 de leurs membres afin de confirmer le projet de fusion. Pour structurer et construire ce projet, elles mettent en place un dispositif local d’accompagnement (DLA), porté par la confédération Kenleur, avec le soutien de la Région Bretagne et de leurs différents partenaires. 
Le 27 juin 2020, lors d'une assemblée générale extraordinaire à Quimper, Kendalc’h fusionne avec War'l Leur pour donner naissance à une nouvelle confédération commune, Kenleur. La fusion des deux associations débouche sur une nouvelle association réunissant 200-210 groupes, 20-22 000 adhérents, huit salariés. Solenn Boënnec et Rozenn Le Roy, les deux anciennes présidentes des deux confédérations, en assurent la coprésidence.

### Un fonds de dotation
Le 17 juillet 2020, Kenleur lance le fonds de dotation "Bretagnes", parrainé par le brodeur Pascal Jaouen,. L'objectif est de soutenir des missions d’intérêt général participant à la valorisation et au développement de la culture bretonne. Parmi les thèmes défendus par la nouvelle entité: la musique, les costumes, le patrimoine immatériel.

## Organisation

### Structure
Le siège de Kenleur est à Auray. Les directeurs de Kenleur sont Mathieu Lamour et Tristan Gloaguen.

### Membres
Kenleur réunit environ 22 000 adhérents, regroupés en 200 à 210 Cercle celtique, majoritairement en Bretagne.

## Événements

### Championnat de danse bretonne
En attendant la création d’un système de catégories, à l’image de ce qui existe pour les bagadoù, et un nouveau championnat unique, la nouvelle confédération va faire cohabiter les systèmes d'évaluation des deux anciennes organisations. L’évaluation continue tout au long des festivals, privilégiée par War’l leur, perdure. Mais l’unique champion de Bretagne sera désigné, comme le faisait Kendalc’h, à la Saint-Loup de Guingamp.

### Spectacles
Kenleur peut organiser ou participer à l'organisation de festoù-noz, fêtes et festivals. Elle a aussi pour ambition de créer des spectacles. Après un premier spectacle commun commandé par les Nuits de la Bretagne 2015-2016, la création « Soñj de Bretagne » rassemble différents danseurs jusqu'en 2020 où l'aboutissement devait être La Nuit de la Bretagne à Paris La Défense Arena (annulée pour crise sanitaire). Un album musical est sorti fin 2020.
Tous les ans, la fédération Kenleur organise un concours de costumes. Après le deuil en 2019, le thème des "modes enfantines" a été retenu pour 2021.

## Formation

### Activités
Une des activités essentielles de Kenleur est la formation de tous ceux intéressés par les danses bretonnes, la musique, le chant, les costumes, la broderie. Outre les cours organisés par les différents cercles, Kenleur organise également des Klas'Dans d'initiation dans des écoles primaires et secondaires. Pour l'enseignement, des stages de formation de moniteurs sont organisés, en complément de ressources libres tels que les MOOC.